# Faith No More
Faith No More (soms afgekort tot FNM) is een rockgroep uit San Francisco, Californië. De groep werd in 1982 opgericht.
Faith No More is bij het grote publiek waarschijnlijk het bekendst door de hits "Epic", "Midlife Crisis" en "Easy", een cover van de Commodores.
De muziek van Faith No More laat zich omschrijven als een kruising tussen metal, hiphop, funk, popmuziek en progressive rock, en zelfs soul-, jazz- en country-invloeden zijn te horen in enkele liedjes. Hun stijl wordt soms ook wel alternative metal genoemd.

## Biografie
De band werd als eerst opgericht in 1979 als Sharp Young Men door drummer Mike Bordin, bassist Billy Gould, zanger Mike Morris en keyboardspeler Wade Worthington. Ze veranderden hun naam naar Faith No Man en Worthington werd vervangen door Roddy Bottum. Bordin, Gould en Bottum gingen zonder Morris verder en namen de naam Faith No More. Ze hadden in die tijd verschillende zangers en gitaristen, onder wie Courtney Love, tot gitarist Jim Martin en zanger Chuck Mosley bij de band kwamen. Hierna werden de albums We Care A Lot (1985) en Introduce Yourself (1987) uitgebracht.
Faith No More was in die tijd vooral berucht om de ruzies die binnen de band plaatsvonden. In 1988 werd om die reden Mosley uit de band gezet en vervangen door Mike Patton.
Mike Patton is een sterke zanger, die zonder problemen kan overschakelen van rappen naar zingen en eenvoudig verscheidene zangstijlen en -genres weet te beheersen. Mede dankzij zijn vocalen werd de single "Epic" een grote hit; de bijbehorende videoclip was regelmatig op MTV te zien. Het derde album The Real Thing werd mede dankzij deze hit een groot succes en de doorbraak was een feit.
In 1992 kwam het vierde album uit, met de naam Angel Dust. Ook dit album was een succes. Na de tournee voor dit album verliet Jim Martin, de gitarist, de band. Hij werd voor de opnamen van het vijfde album (King for a Day, Fool for a Lifetime uit 1994) vervangen door Trey Spruance, de gitarist van Mike Pattons band Mr. Bungle. Spruance werd tijdens de tournee vervangen door Dean Menta, die weer tijdens de opname van het zesde album Album of the Year uit 1997 werd vervangen door John Hudson. Het nummer Easy, een cover van de Commodores, werd een hit, vooral in Engelstalige landen, waar het vaak de nummer1-positie haalde. In Nederland kwam het op de 10e plaats de top 40 binnen.
Op 20 april 1998 ging de band uit elkaar, waarna alle leden aan hun eigen carrières begonnen. Zo richtte Mike Patton Fantômas op. Eind 1998 verscheen het verzamelalbum Who Cares A Lot?, als een terugblik op de carrière. Drummer Mike Bordin sloot zich, kort na het opheffen van Faith No More, aan bij Ozzy Osbournes band.
In 2009 kwam de band weer bij elkaar, zo traden ze 20 augustus op Pukkelpop op. en een dag later op Lowlands. In 2015 gingen ze weer op tournee, stonden ze op Pinkpop en brachten ze hun nieuwe album Sol Invictus uit. Het werd gelijk een top 10-album (nr. 7).
Op 9 november 2017 overleed Chuck Mosley op 57-jarige leeftijd aan een overdosis .

## Discografie

### Albums
Hieronder volgt een overzicht van de albumtop in de Verenigde Staten, het Verenigd Koninkrijk, Duitsland, Nederland (aanvankelijk Veronica, later de Album Top 100) en België / Vlaanderen (Ultratop). Het maximumaantal albums van de laatste twee ligt op respectievelijk 100 en 200, maar was niet gelijk gedurende de jaren.
| Jaar            | album                                                      | VS | VK  | Duitsland | Nederland | Nederland | België | België | Opmerking |
| Jaar            | album                                                      | VS | VK  | Duitsland | piek      | weken     | piek   | weken  | Opmerking |
| --------------- | ---------------------------------------------------------- | -- | --- | --------- | --------- | --------- | ------ | ------ | --------- |
| 1985            | We care a lot                                              | -  | -   |           |           |           |        |        |           |
| 1987            | Introduce yourself                                         | -  | 88  |           |           |           |        |        |           |
| 1989            | The real thing                                             | 11 | 30  | 37        | 56        | 10        |        |        |           |
| 1992            | Angel dust                                                 | 10 | 2   | 8         | 22        | 32        |        |        |           |
| 1995            | King for a day... fool for a lifetime                      | 31 | 5   | 8         | 8         | 26        | 6      | 17     |           |
| 1997            | Album of the year                                          | 41 | 7   | 2         | 31        | 7         | 9      | 5      |           |
| 2015            | Sol invictus                                               | 4  | 6   | 4         | 7         | 9         | 4      | 18     |           |
| Livealbums:     |                                                            |    |     |           |           |           |        |        |           |
| 1991            | Live at the Brixton Academy                                | -  | 20  |           |           |           |        |        |           |
| Verzamelalbums: |                                                            |    |     |           |           |           |        |        |           |
| 1998            | Who cares a lot?                                           | -  | 37  |           |           |           |        |        |           |
| 2003            | This is it: the best of Faith No More                      | -  | -   |           |           |           |        |        |           |
| 2005            | Epic and other hits                                        | -  | -   |           |           |           |        |        |           |
| 2006            | The platinum collection                                    | -  | 38  |           |           |           |        |        |           |
| 2008            | The works                                                  | -  | -   |           |           |           |        |        |           |
| 2009            | The very best definitive ultimate greatest hits collection | -  | 128 |           |           |           |        |        |           |
| 2010            | Midlife crisis: the very best of Faith No More             | -  | -   |           |           |           |        |        |           |
| Videoalbums:    |                                                            |    |     |           |           |           |        |        |           |
| 1990            | You fat bastards: live at the Brixtion Academy             | -  | -   |           |           |           |        |        |           |
| 1993            | Video croissant                                            | -  | -   |           |           |           |        |        |           |
| 1999            | Who cares a lot: greatest videos                           | -  | -   |           |           |           |        |        |           |
| 2006            | You fat bastards/who cares a lot                           | -  | -   |           |           |           |        |        |           |

### NPO Radio 2 Top 2000
| Nummer met noteringen in de NPO Radio 2 Top 2000 | '16 | '17 | '18  | '19  | '20  | '21  | '22  | '23  | '24  |
| ------------------------------------------------ | --- | --- | ---- | ---- | ---- | ---- | ---- | ---- | ---- |
| Epic                                             | 889 | 838 | 1213 | 1228 | 1248 | 1192 | 1237 | 1416 | 1508 |

1. ↑  Een vetgedrukt getal geeft de hoogste notering aan.
2. ↑  2016 was het eerste jaar met een notering voor dit nummer.